# تي ستيفن كروفورد
تي ستيفن كروفورد (بالإنجليزية: T. Stephen Crawford)‏ هو مهندس أمريكي، ولد في 14 يناير 1900، وتوفي في 10 أغسطس 1987.